# Handianus ignoscus
Handianus ignoscus är en insektsart som beskrevs av Franz Xaver Fieber 1869. Handianus ignoscus ingår i släktet Handianus och familjen dvärgstritar. Inga underarter finns listade i Catalogue of Life.